# Erannis pallidalinea
Erannis pallidalinea là một loài bướm đêm trong họ Geometridae.